# 张家口地理
张家口市的面积广阔，自然资源十分丰富。

## 土地资源
全市土地总面积5529万亩。
其中耕地1662万亩，占总面积的30.06%；园地127万亩，占总面积的2.31%；林地1059万亩，占总面积的19.16%；牧草地792万亩，占总面积的14.34%；居民点及工矿用地156万亩，占总面积的2.83%；交通用地57万亩，占总面积的1.03%；水域118万亩，占总面积的2.14%；未利用土地1555万亩，占总面积的28.13%。
全市人均土地面积12.3亩，人均耕地3.7亩，比河北省人均土地4.2亩、人均耕地l.5亩分别多8.1亩、2.2亩，均高于中国和河北省人均水平。
另外，全市有宜牧草地1600万亩，占全省草地面积的36.4%，仅次于承德市居第二位，且集中分布在坝上4县（康保、尚义、张北、沽源），是河北省的畜牧业基地。畜牧业已成为坝上4县的主要产业。
全市宜林面积1643万亩，占全市土地总面积的三分之一，主要分布在丘陵、山区，在河北省仅次于承德市居第二位。
桑干河、洋河、潮白河等河流流经境内，沿河形成的河川盆地土质肥沃，灌溉条件好，有利于发展农业和水果业，是全市粮食和水果的主产区。

## 矿产资源
全市已发现各类矿产83种，已探明储量的矿种33种。
其中包括能源矿产3种、黑色金属矿产2种、有色金属矿产4种、贵重金属矿产2种、稀有金属矿产5种、化工原料非金属矿产4种以及其它非金属矿产10种、水气矿产2种。
另外，还有已发现尚未探明储量的矿产50种。位居全河北省第一位的矿产共12种，前4位的矿产有21种。
一些大宗矿产如煤、铁、金、铅、锌、膨润土、沸石、石墨、磷矿等均在河北省占有重要地位。

## 水利资源
全市水资源总量21.91亿立方米，人均水资源占有量487立方米，其中地表水资源量15.45亿立方米，入境水量近几年平均为1.3-1.4亿立方米。目前，全市已建成的地表供水工程有:水库127座，总库容7.1亿立方米，其中大型水库2座，库容2.3亿立方米;中型水库6座，库容3.01亿立方米;小型水库119座，库容1.8亿立方米。万亩以上引水灌区40处，各种塘坝359处，潜流322处，扬水站点813处。地下水资源量为15.4亿立方米，全市均为浅水资源，其中坝上总量为4.5亿立方米，坝下总量为10.9亿立方米。

## 森林资源
全市现有林地面积1059万亩，森林覆盖率20.4%。
其中防护林626.83万亩，用材林148.98万亩，经济林315万亩，薪炭林10.25万亩，特种用材林26.94万亩。
活立木蓄积量1328万立方米。
育苗总面积3.8万亩，年产苗5.6亿株。
干鲜果品年产量31.08万吨。
三北防护林工程穿越市境。

## 动植物资源
张家口市现有野生陆生植物120科513属、1343种。
其中资源植物(包括纤维、油脂、淀粉、香料等)约300种;药用植物约300种;果树植物约100种;野生水生植物38种。
全市栽培树种中木本植物共有62科、129属、369种，可分为木材、工业原料、制药、饮食原料、蜜源、木本饲料、绿化观赏等七类。其中有代表性的树种有白桦、山杨、侧柏、国槐、苹果、梨、葡萄、杏等。
动物资源中，家养动物主要有牛、马(口马)、驴、骡、猪、羊、兔、貉、蜂等56种，其中牛、马、羊已形成生产基地，养蜂业在涿鹿、怀来已形成规模。野生动物资源主要分为兽类和鸟类共170余种。
原始林区和草原上有金钱豹、狼、狐狸、貉、黄鼬、野猪、青山羊、褐马鸡、百灵鸟等野生动物。
淡水鱼主要有鲢鱼、鳃鱼、鲤鱼、草鱼、坝上高背鲫鱼等。